# Platypalpus brevicornis
Platypalpus brevicornis is een vliegensoort uit de familie van de Hybotidae. De wetenschappelijke naam van de soort is voor het eerst geldig gepubliceerd in 1842 door Zetterstedt.